# Punto de Intercambio de Internet de Nigeria
El Punto de Intercambio de Internet de Nigeria (IXPN, del inglés Internet Exchange Point Of Nigeria) es un punto de intercambio de Internet (IXP, del inglés Internet Exchange Point) neutral y sin fines de lucro fundado en 2006 por la Comisión de Comunicaciones de Nigeria (NCC, del inglés Nigerian Communications Commission) en colaboración con la Asociación de Proveedores de Servicios de Internet de Nigeria (ISPAN, del inglés Iternet Service Providers Association of Nigeria). Entre otras cosas, IXPN se creó para reducir los costos de conectividad en millones de dólares en pagos de banda ancha de Internet en el extranjero, reducir la latencia de 900 milisegundos a 30 milisegundos para el contenido local, servir como punto central para conectar Instituciones de Educación Superior (IES) para el desarrollo de la Red Nacional de Investigación y Educación (RNIE). En abril de 2020, IXPN era el quinto IXP más grande de África por número de pares y el tercero de África por tráfico según el directorio de IXP de Packet Clearing House.

## Historia
El primer intento de un IXP en Nigeria, Ibadan Internet Exchange (Ib-IX), fue en 2003. Se trataba de una infraestructura de capa 2, precisamente, un conmutador de 24 puertos 10/100 Mbit/s y un servidor de ruta con dos ISP situados en Ibadán, SKANNET y Steineng Ltd, como miembros. El tráfico máximo registrado entre estos dos ISP fue de 690 kbit/s. Existió durante unos seis meses, pero pudo demostrar a los miembros de ISPAN que un IXP era factible en Nigeria.
En noviembre de 2005, durante la presidencia del expresidente Olusegun Obasanjo, se constituyó un comité de instalación de IXP. Los miembros de este comité proceden de NCC, ISPAN, Medallion Communications, Interconnect Nigeria Ltd, etc. A principios de 2006, la Junta de NCC aprobó una propuesta para financiar parcialmente la creación de puntos de intercambio de Internet en Nigeria. Más tarde ese año, IXPN inició operaciones desde NECOM House (Marina, Lagos) como su localización principal; con sublocalizaciones en la isla Victoria, Lagos, Ikeja, Lekki, Port Harcourt, Abuya, Enugu y Kano.

## Actualidad
IXPN tiene actualmente cuatro Puntos de Presencia (POP, del inglés Point Of Presence) en Lagos y cuatro fuera de Lagos, que cubren cinco zonas geopolíticas de Nigeria. IXPN tiene más de 60 redes conectadas en su plataforma, con operadores de redes móviles (MNO, del inglés Mobile Network Operator), proveedores de servicios de Internet (ISP, del inglés Internet Service Provider), proveedores de contenido, servicios de mitigación de DDoS, empresas de alojamiento web e instituciones educativas que actualmente intercambian tráfico de Internet en un tasa promedio de 220 Gbit/s.
En 2019, IXPN se convirtió en un intercambio regional de Internet para África Occidental con el apoyo de la Comisión de la Unión Africana (UA). En 2016, luego de una respuesta a una convocatoria de propuestas emitida por AU, IXPN recibió un subsidio para ser apoyado para crecer y convertirse en un punto de intercambio de Internet regional para África Occidental.
En febrero de 2020, IXPN firmó un memorando de entendimiento con DE-CIX. La primera fase de esta asociación implica que DE-CIX eduque a las redes africanas locales, los proveedores de servicios de Internet y los proveedores de servicios de contenido sobre los beneficios de la interconexión y otros servicios relacionados.